# Accident d'un Boeing 737 de Coulson Aviation
Le 6 février 2023, un Boeing 737-300 de Coulson Aviation, alors utilisé comme avion bombardier d'eau, s'est écrasé dans le parc national de la rivière Fitzgerald, en Australie-Occidentale, alors qu'il combattait plusieurs feux de forêt. Les deux membres d'équipage à bord — tous deux pilotes — ont survécu avec des blessures mineures et ont été transportés à l'hôpital,,. Il s'agit de la première perte d'un Boeing 737 survenue sur le territoire australien.

## Avion et équipage

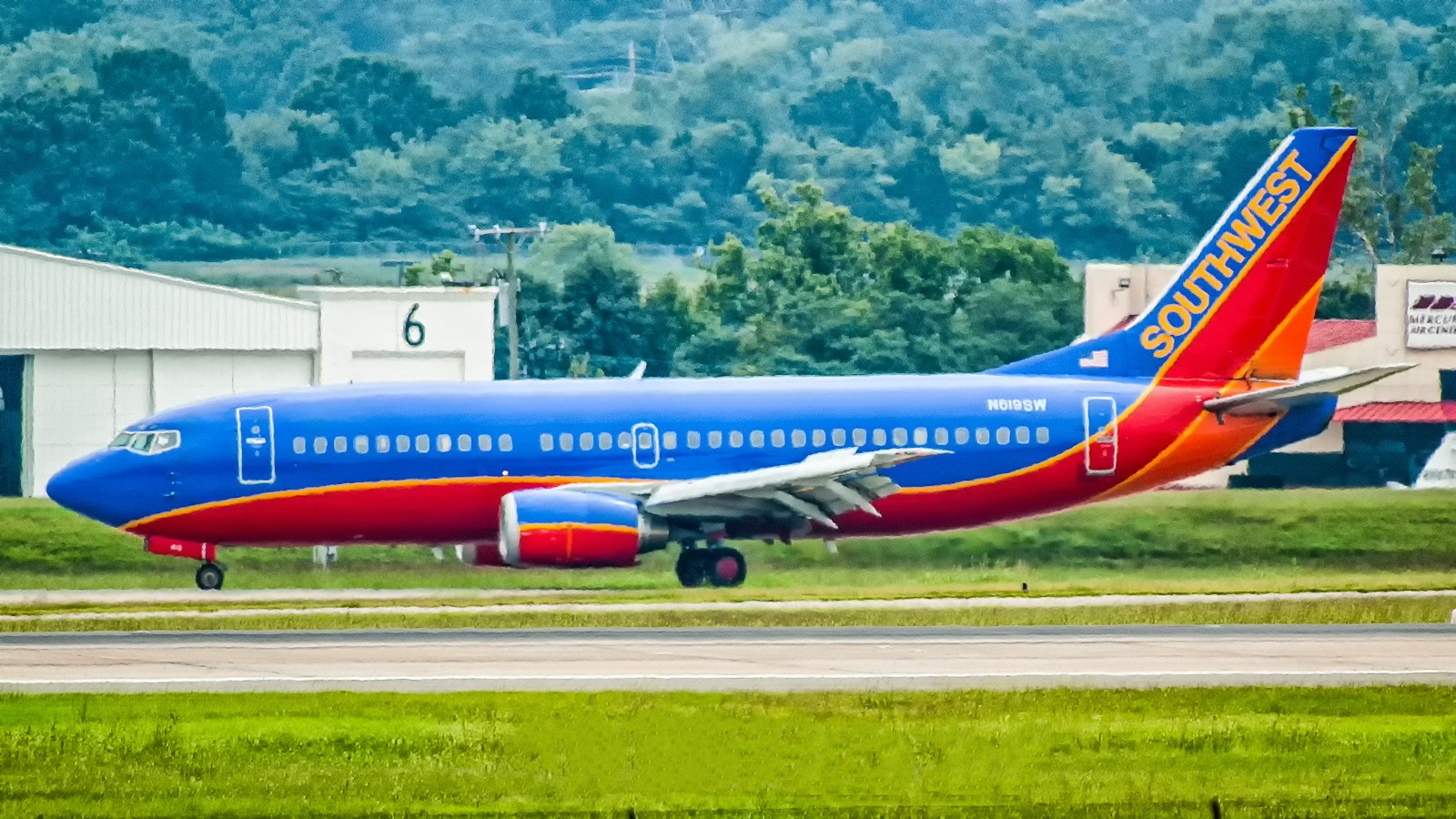
N619SW, l'appareil impliqué dans l'accident, alors en service chez Southwest Airlines, ici à l'aéroport international de Nashville en septembre 2006.

L'appareil impliqué dans l'accident était un Boeing 737-3H4 de 27 ans, portant le numéro de série 28035 et immatriculé N619SW. L'avion était le 2 762e Boeing 737 construit et a été initialement livré à Southwest Airlines en novembre 1995. Par la suite, il a été retiré de la circulation par Southwest en août 2017 et transféré à Coulson Aviation. Après une période de stockage, il est converti en avion bombardier d'eau en juillet 2022,.
Le commandant de bord travaille pour Coulson Aviation depuis 2016 et totalise 8 233 heures de vol, dont 1 399 heures sur 737 et 5 500 heures effectué dans la lutte aérienne anti-incendie. Le copilote travaille pour Coulson Aviation depuis le 18 avril 2022, avec 5 852 heures de vol à son actif, dont 128 sur 737. Il totalisait environ 500 heures de vol en lutte aérienne contre les incendies.

## Déroulement des faits
Le 6 février 2023, à 12 h 8, le 737 a décollé de l'aéroport régional de Busselton (en) pour la première de ses trois missions ce jour-là, dont l'objectif était larguer du retardant sur un incendie près de Hopetoun. En route vers l'incendie, l'avion est monté à 29 000 pieds (8 800 m), avant de descendre à environ 700 pieds (210 m) au-dessus de la zone en feu. Il est revenu a l'aéroport à 13 h 26. 
Après avoir embarqué une nouvelle charge de retardant incendie, il décolle à 13 h 50 pour la seconde mission. L'avion est sorti de la zone et est revenu à sa base à 15 h 8, après être descendu une fois au-dessus de la zone de feu.

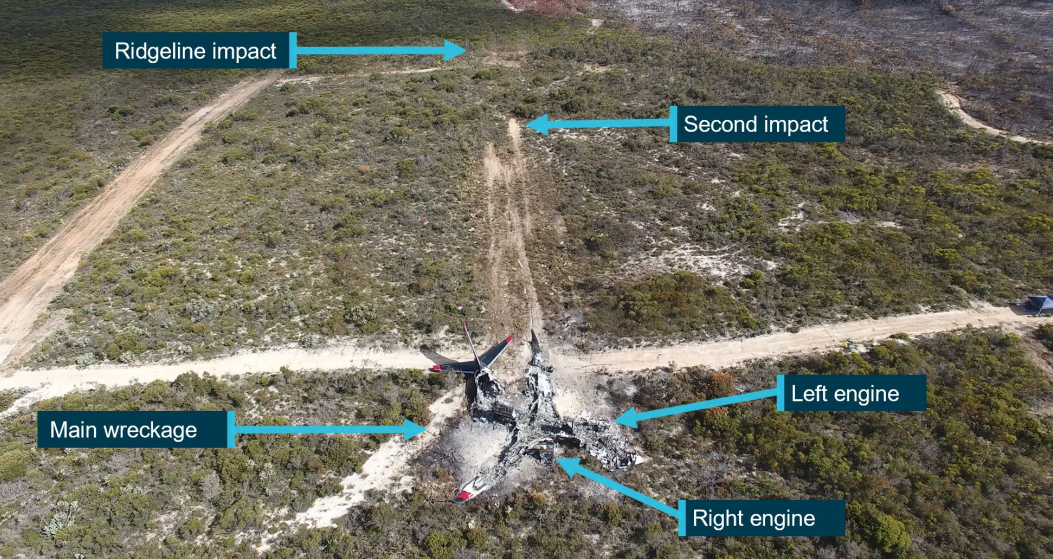
Prise de vue aérienne du site du crash.

Pour sa troisième mission, l'avion décolle à 15 h 32. Cette fois, l'avion-citerne est descendu deux fois au-dessus de la zone d'incendie, s'écrasant à 16 h 14 lors de l'exécution de la deuxième descente dans le parc national de la rivière Fitzgerald,,. Le 737 est descendu à 57 pieds (17 m), à une vitesse de 110 nœuds (203 km/h), et a commencé le largage de retardant. L'avion, fonctionnant alors à environ 30 % de la puissance de ses moteurs, a commencé à monter et l'a fait jusqu'à 81 pieds (24 m). À une vitesse de 107 nœuds (198 km/h), le commandant de bord a augmenté la puissance, mais les moteurs ont été trop lents à répondre et le vibreur de manche s'est activé. L'appareil a ensuite décroché et est entré en collision avec la cime des arbre, avant de reprendre brièvement de l'altitude, puis s'est finalement écrasé au sol. 
Après que le 737 se soit complètement immobilisé, le copilote a alors commencé la liste de contrôle d'évacuation, tandis que le commandant de bord luttait pour trouver une issue de secours, car la porte du cockpit s'était déformée lors du crash et était inutilisable, et la fenêtre latérale droite ne pouvait pas être ouverte par le copilote. Le commandant de bord a alors constaté un début d'incendie à l'intérieur de l'avion et les deux membres d'équipage ont pu s'échapper par la fenêtre gauche. Ils ont survécu avec des blessures légères et ont été secourus par hélicoptère.

## Enquête
À la suite de l'accident, le Bureau australien de la sécurité des transports (ATSB) a annoncé qu'une équipe serait constituée depuis Perth et Canberra pour enquêter sur l'accident,. L'enquête sur cet accident est toujours en cours.
Un rapport d'enquête préliminaire, publié le 3 mai 2023, indique que le 737 a heurté une ligne de crête, lors d'un largage de retardant à basse altitude. Quelques secondes plus tôt, les pilotes ont tenté de cabrer l'avion pour reprendre de l'altitude, mais ses moteurs n'ont pas eu suffisamment de temps pour accélérer. Après que l'avion se soit immobilisé au sol, les pilotes ont pu s'échapper par la fenêtre latérale gauche du cockpit, subissant seulement des blessures mineures.
Le 6 novembre 2024, le rapport final a été publié, concluant que l'accident était un impact sans perte de contrôle dû à une vitesse et une poussée insuffisantes, lors du deuxième largage de retardant. L'ATSB a émis onze recommandations différentes :
- Augmenter la hauteur minimale requise pour les opérations de largage
- Réétalonner la vitesse de l'avion, lors des largages à charge partielle
- Effectuer une meilleure planification et familiarisation avant le largage sur une zone précise
- Mieux surveiller la conscience de la situation des pilotes
- Améliorer les procédures de formation des pilotes
- Améliorer le formation sur la manière de quitter la trajectoire de vol en cas de problème
- Améliorer la communication et la coordination avec l'avion d'observation
- Respecter les procédures opérationnelles normalisées
- Améliorer la gestion des ressources de l'équipage (CRM)
- Effectuer un meilleur suivi et prise en compte des facteurs humains
- Mettre en place une formation continue et une meilleure accessions aux compétences de vol